# 波西鎮區 (印地安納州華盛頓縣)
波西鎮區（英語：Posey Township）是位於美國印地安納州華盛頓縣的一個行政鎮區。

## 地方資料
根據2010年美國人口普查的數據，波西鎮區的面積為87.60平方千米，當中陸地面積為86.90平方千米，而水域面積為0.70平方千米。當地共有人口1888人，而人口密度為每平方千米21.55人。